# Lamprochernes procer
Espèce
Synonymes
- Chelifer procer Simon, 1878

Lamprochernes procer est une espèce de pseudoscorpions de la famille des Chernetidae.

## Distribution
Cette espèce est endémique d'Algérie.

## Description
L'holotype mesure 4,2 mm.

## Publication originale
- Simon, 1878 : Études arachnologiques. Septième mémoire (1) XI. Liste des espèces de la famille des Cheliferidae qui habitant l'Algérie et le Maroc. Annales de la Société Entomologique de France, no 5, vol. 8, p. 145-153 (texte intégral).